# Joachim Kühn

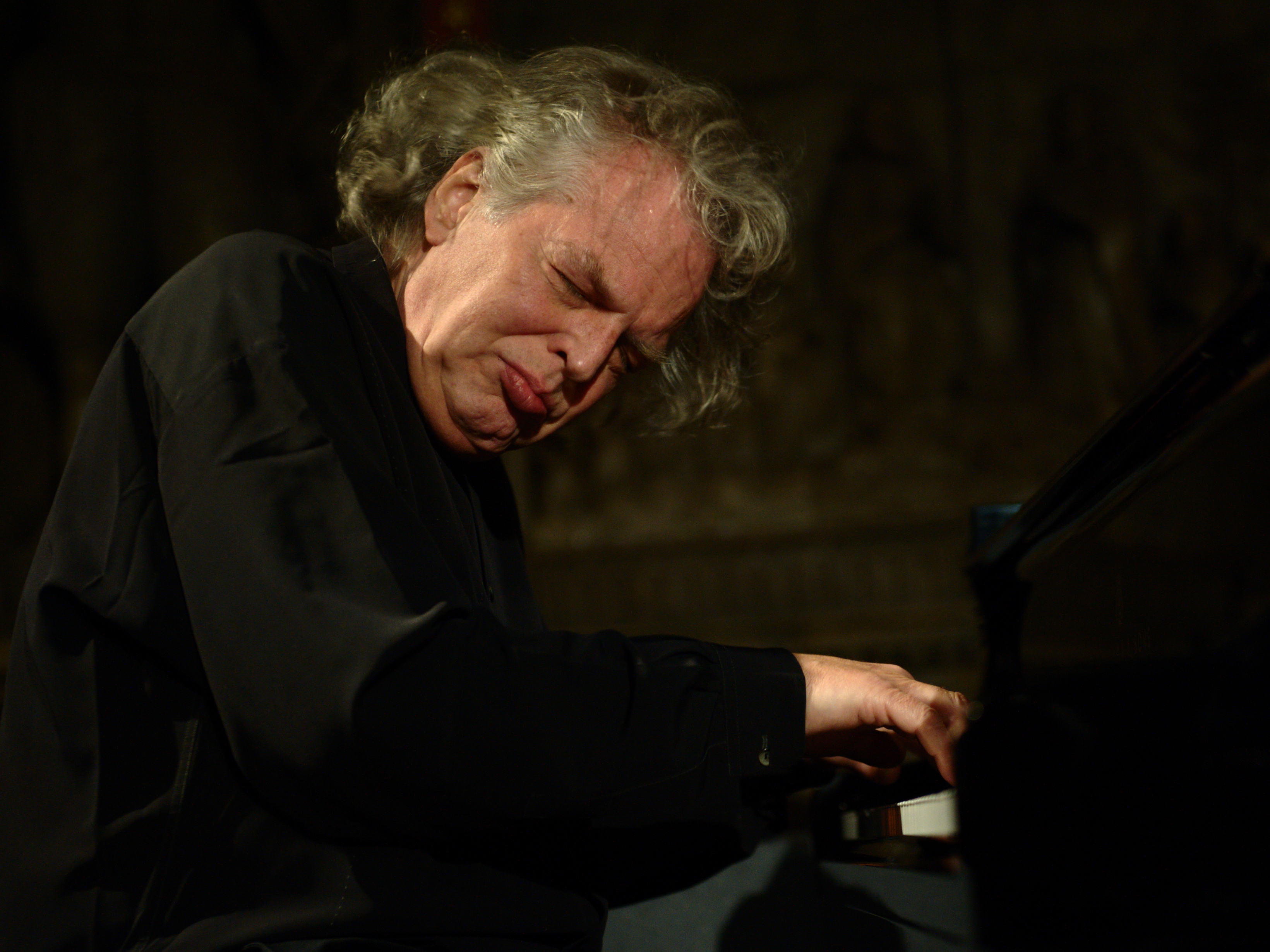
Joachim Kühn beim Solokonzert in der Stadtkirche Darmstadt am 28. Januar 2016

Joachim Kühn (* 15. März 1944 in Leipzig) ist ein deutscher Jazz-Pianist; „er prägt heute wie kein Zweiter die deutsche Jazzwelt.“

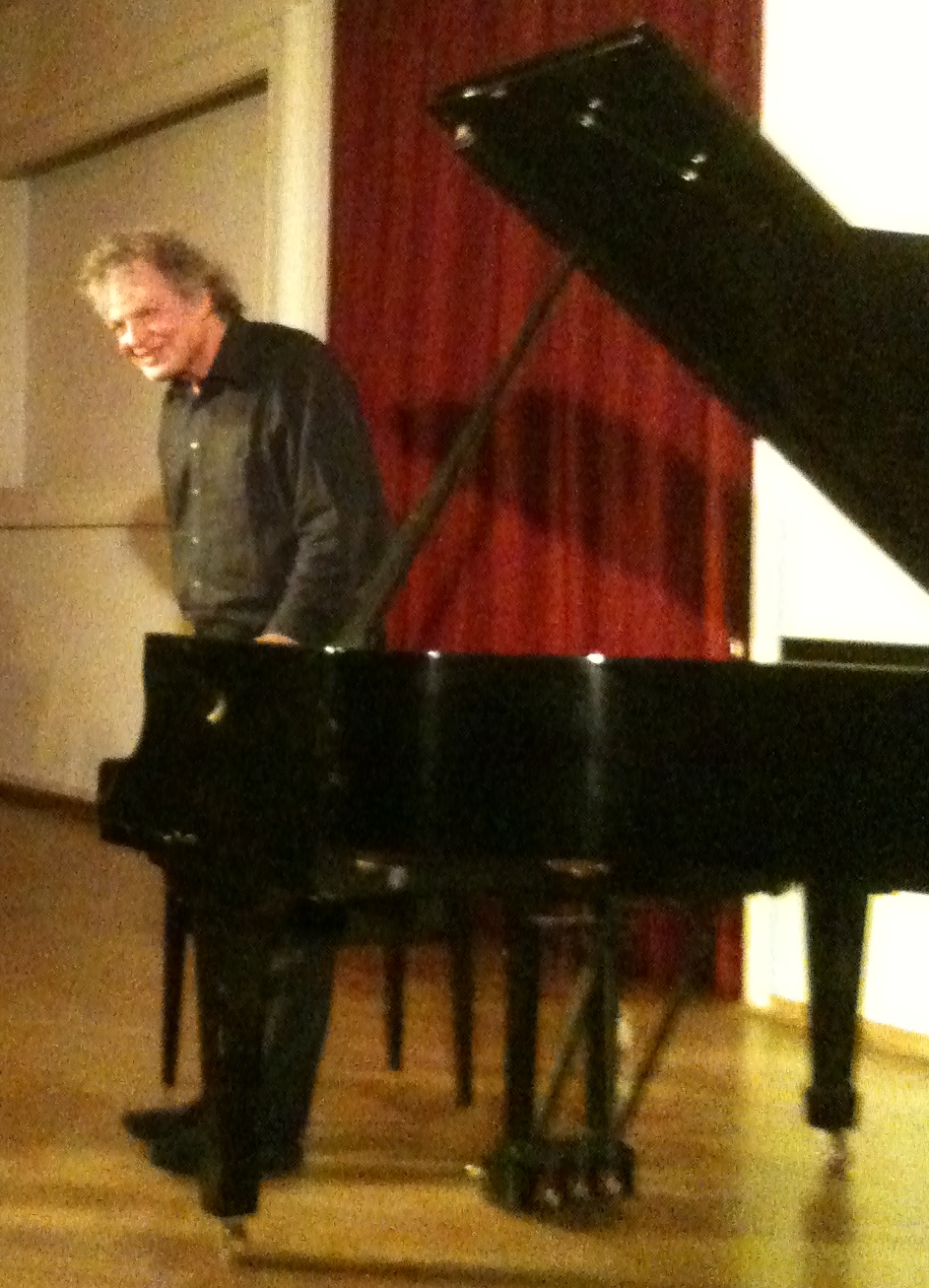
Joachim Kühn, März 2010

## Leben und Wirken
Kühn wurde als klassischer Pianist ausgebildet. Schon in jungen Jahren trat er als Konzertpianist hervor, aber unter dem Einfluss seines älteren Bruders, des Klarinettisten Rolf Kühn, begann er sich immer mehr für den Jazz zu begeistern. Nach einem Quintettprojekt mit Ernst-Ludwig Petrowsky, Heinz Becker, Klaus Koch und dem Schlagzeuger Wolfgang Henschel (1962) und regelmäßigen Auftritten im Werner-Pfüller-Quintett (1963) spielte er in der Bigband von Klaus Lenz und 1964 in Prag. Im gleichen Jahr trat er beim Warschauer Jazz Jamboree auf und gründete ein erstes, auf die Jazzszene der DDR sehr einflussreiches Trio (mit Klaus Koch und Reinhard Schwartz), mit dem er sich der freien Improvisation zuwendete. 1966 siedelte er nach Westdeutschland über und trat im gleichen Jahr mit seinem Bruder Rolf sowohl auf dem Newport Jazz Festival als auch auf den Berliner Jazztagen auf, 1968 mit Don Cherry (Eternal Rhythm). 1968 zog er nach Paris. Nach Gruppen im Free-Jazz-Idiom, in denen Kühn mit Eje Thelin, Jacques Thollot und Michel Portal spielte und auch als Altsaxophonist auftrat, konzentrierte er sich während der 1970er hauptsächlich auf Projekte im Jazzrock-Bereich, u. a. mit Jean-Luc Ponty, Philip Catherine, Alphonse Mouzon, Pierre Courbois, Jan Akkerman, Billy Cobham, Zbigniew Seifert oder Aldo Romano. Mitte der 1970er lebte er einige Zeit in Kalifornien.
Großes Ansehen als Jazz-Klaviervirtuose erreichte er in dem bereits ab 1974 zweieinhalb Jahrzehnte bestehenden Trio mit dem Bassisten Jean-François Jenny-Clark und dem Schlagzeuger Daniel Humair. Er gehört zu den wenigen Pianisten, mit denen Ornette Coleman konzertierte. Klanglich besonders interessante CD-Aufnahmen entstanden gemeinsam mit dem Produzenten Walter Quintus. Dann spielte er einerseits mit seinem neuen Trio (mit Jean-Paul Céléa und Wolfgang Reisinger), aber auch im Quintett mit Dominique Pifarély und Rudi Mahall, andererseits öffnete er sich zunehmend der Weltmusik und trat ab 2007 im Trio mit Majid Bekkas und Ramón López (aber auch mit Rabih Abou-Khalil) auf. Ab 2010 spielte Kühn auch im Trio mit Christian Lillinger und Sébastien Boisseau. Sein Soloalbum Melodic Ornette Coleman wurde im 2. Quartal 2019 auf die Bestenliste des Preises der Deutschen Schallplattenkritik gesetzt: „Die Widmung an das Idol gerät Joachim Kühn zugleich zu einem Selbstporträt, das Meisterschaft offenbart, in der thematischen Durchdringung, aber vor allem eine tiefe Hingabe an die Musik.“ 2024 bestritt er mit seinem neuen „French Trio“ auf dem Jazzfest Berlin ein sensationelles Konzert.
Kühn lebt heute in Paris und auf Ibiza.

## Preise und Auszeichnungen
Joachim Kühn und sein Bruder Rolf (Klarinette) erhielten im Juni 2011 den Jazz-Echo-Preis 2011 für ihr Lebenswerk. Im Mai 2014 erhielt er den Jazz-Echo-Preis 2014 in der Rubrik Instrumentalist des Jahres National Piano/Keyboards.
Sein Album Colours (mit Ornette Coleman) erhielt 1998 den Jahrespreis der deutschen Schallplattenkritik. Gemeinsam mit seinem Bruder Rolf erhielt er den Deutschen Jazzpreis 2023 für sein Lebenswerk.

## Diskografie (Auswahl)

### Solo Piano
- Solos (EPM-188, Paris 1971)
- Solo Now (neben Albert Mangelsdorff, Gunter Hampel und Pierre Favre; MPS 15457 LP, 1976)
- Charisma (1977)
- Snow in the Desert (1980)
- United Nations (1981)
- Distance (CMP 1984)
- Situations (1988)
- Dynamics (CPM-LC 6055, Zerkall Tonstudio, 1990)
- The Diminished Augmented System (1999)
- Piano Works I - Allegro Vivace (ACT, 2005)
- Melodic Ornette Coleman: Piano Works XIII (ACT, 2019)
- Touch the Light (ACT, 2021)
- Échappée (2CD, Intakt Records, 2025; Preis der deutschen Schallplattenkritik Bestenliste 2/2025)[6]

### Trio mit Daniel Humair und Jean-François Jenny-Clark
- Easy to Read (OWL Records 043CD, Paris, 1985)
- Joachim Kühn Birthday Edition (ACT, Aufnahmen von den Berliner Jazztagen 1987 und 1995[7])
- 9-11 P.M. Town Hall (1988[8])
- From Time to Time Free (1988)
- Live Théâtre de la Ville, Paris, 1989 (1989)
- Carambolage mit der WDR Big Band (1991)
- Usual Confusion (1993)
- Triple Entente (Mercury/PolyGram 1997)

### Andere Besetzungen
- Impressions of New York (Rolf und Joachim Kühn Quartett, mit Jimmy Garrison und Aldo Romano; Impulse! 1967)
- Hip Elegy (mit Terumasa Hino, Philip Catherine, John Lee, Naná Vasconcelos, Alphonse Mouzon; 1975)
- Springfever (mit Philip Catherine, John Lee, Gerald Brown; Atlantic Records 1976)
- Joachim Kühn Band featuring Jan Akkerman & Ray Gomez (1978)
- Joachim Kühn & Jan Akkerman Live (1979, Vinyl-LP ATL 50472)
- Nightline New York (mit Michael Brecker, Eddie Gomez, Billy Hart, Bob Mintzer und Mark Nauseef; 1981)
- Balloons (mit Jasper van’t Hof; MPS Records 0068.292, Vinyl, LP, Album, 1982)
- I’m not Dreaming (mit Ottomar Borwitzky, George Lewis, Mark Nauseef, Herbert Försch, Vinyl-LP, 1983)
- Sura (mit Mark Nauseef, Markus Stockhausen, Trilok Gurtu, David Torn, 1983)
- Dark (mit Walter Quintus, Digital Soundboard; 1989)
- Euro African Suite (mit Ray Lema, Jean-François Jenny-Clark, Manuel Wandji, Raymond Doumbé, Francis Lassus und Moussa Sissoko; BUDA Records 1992)
- Colors (mit Ornette Coleman; 1996)
- Bach Now – Live (mit dem Thomanerchor Leipzig; 2002)
- Journey to the Center of an Egg (mit Rabih Abou-Khalil und Jarrod Cagwin; 2004)
- Poison (mit Jean-Paul Céléa und Wolfgang Reisinger; 2005)
- Piano Works IX – live at Schloss Elmau (ACT 9758-2, 2009) mit Michael Wollny
- Chalaba (mit Majid Bekkas und Ramón López; 2011)
- Joachim Kühn Trio Voodoo Sense (mit Majid Bekkas, Ramón López sowie Archie Shepp u. a.; 2011/12)
- Rolf & Joachim Kühn Quartett Lifeline (mit John Patitucci und Brian Blade Impulse! 2012)
- Joachim Kühn New Trio: Beauty & Truth (ACT 2016)
- Joachim Kühn New Trio: Love & Peace (mit Chris Jennings und Eric Schaefer; ACT 2018)
- Joachim Kühn & Mateusz Smoczyński: Speaking Sound (ACT 2020)[9]
- Joachim Kühn New Trio: Komeda – Jazz at Berlin Philharmonic XIV (mit Atom String Quartet, Chris Jennings, Eric Schaefer; ACT 2023)[10]
- Joachim Kühn French Trio: The Way (mit Thibault Cellier und Sylvain Darrifourcq; ACT 2024)

### Als Sideman
- Zbigniew Namysłowski Quartet w/ Joachim Kühn: Live at Kosmos, Berlin (mit Janusz Kozłowski, Czesław Bartkowski; ITM; 1965)
- Association P. C. + Jeremy Steig: Mama Kuku (MPS; 1974)
- Danny Toan: Big Foot (mit John Lee, Gerry Brown; inak 8613 CD, 1980)
- Eartha Kitt Thinking Jazz (mit Rolf Kühn, Jerry Bergonzi, Jesper Lundgaard, Daniel Humair; ITM 1477, 1991)
- Eric Plandé Group, Between the Lines (Cristal Records;, 2007)
- Christian Lillingers Grund, First Reasons, Clean Feed, 2009

## Dokumentarfilme
- Transmitting (Regie: Christoph Hübner, 2013)
- Brüder Kühn – Zwei Musiker spielen sich frei (Regie: Stephan Lamby, 2019)